# 雙斑鱂脂鯉
雙斑鱂脂鯉，為輻鰭魚綱脂鯉目脂鯉亞目鱂脂鯉科的其一種，分布於南美洲秘魯及厄瓜多安地斯山脈的淡水流域，體長可達16公分，棲息底中層水域，屬肉食性，生活習性不明，可做為觀賞魚。